# Agnieszka Żuchowska-Arendt
Agnieszka Żuchowska-Arendt (ur. 1983) – polska poetka, pisarka, tłumaczka literatury z języków południowosłowiańskich i działaczka społeczna.

## Życiorys
Uczęszczała do I Liceum Ogólnokształcącego im. Stanisława Wyspiańskiego w Mławie. Studiowała na Uniwersytecie Jagiellońskim.
Tłumaczyła teksty z literatury serbskiej, chorwackiej, bośniackiej i słoweńskiej. Publikowała m.in. w Helikopterze. Opublikowała trzy tomiki poezji i jeden zbiór opowiadań. Śpiewa w Krakowskim Chórze Rewolucyjnym.

## Twórczość

### Poezja
- Biała masa tabletek (Wydawnictwo Krytyki Artystycznej, 2005)
- gutenmorgen (Fundacja Duży Format, 2019)
- Wieszak i pogrzebacz (wydawnictwo papierwdole, 2022)

### Proza
- Znikomat (zbiór opowiadań, e-book, 2009)

### Przekłady literackie (wybór)
- Zoran Krušvar, Wykonawcy Bożego Zamysłu (Runa, 2009)
- Zoran Krušvar, Pluszowe bestie (AdPublik, 2012)
- Borko Veljović, Dzieci bez oczu (AdPublik, 2012)
- Zoran Žmirić, Blockbuster (AdPublik, 2012)
- Šejla Šehabović, Make up (wiersze, AdPublik, 2012)
- Šejla Šehabović, Opowieści, rodzaj żeński, liczba mnoga (AdPublik, 2012)
- Refik Ličina, Szklarnie (Nokturn, 2014)
- Ranko Risojević, Bośniacki kat (Nokturn, 2014)
- Dušan Savić, Porajmos (K. I. T. Stowarzyszenie Żywych Poetów, 2016)
- Saša Stojanović, S-WAR (Sarem Publishing, 2017)[4]
- Dušan Savić, Wiedeńskie koło (K. I. T. Stowarzyszenie Żywych Poetów, 2019)
- Enes Halilović, Liście na wodzie (wiersze, K. I. T. Stowarzyszenie Żywych Poetów, 2019)[5]
- Tomo Podstenšek, Krajobraz z martwą babcią (Wydawnictwo Fundacja Duży Format, 2021)
- Daliborka Kiš-Juzbaša, Chroń własny tyłek i nie myśl o śmierci (WBPiCAK, 2023)